# Haliactis arctica
Haliactis arctica är en havsanemonart som beskrevs av Oscar Henrik Carlgren 1921. Haliactis arctica ingår i släktet Haliactis och familjen Haliactiidae. Inga underarter finns listade i Catalogue of Life.